# Sabino (São Paulo)
Sabino es un municipio brasileño del estado de São Paulo. Fundado por Antonio Sabino Castilho Pereira y su hermano Adelino Sabino Castilho Pereira el 14 de julio de 1938. Se localiza a una latitud 21°27′35″ sur y a una longitud 49º34'42" oeste, estando a una altitud de 412 metros. Según el censo del IBGE del año 2010, la población era de 5226 habitantes. Posee un área de 312,57 km². 

## Clima
El clima de Sabino puede ser clasificado como clima tropical de sabana (Aw), de acuerdo con la clasificación climática de Köppen.

## Religión
El Cristianismo está presente en la ciudad de la siguiente manera:

### Iglesia Católica
La iglesia católica del municipio forma parte de la diócesis de Lins.

### Iglesia Protestante
En la ciudad están presentes las más diversas creencias evangélicas, principalmente pentecostales, incluidas las Asambleas de Dios de Brasil (la iglesia evangélica más grande del país), Congregación Cristiana, entre otras. Estas denominaciones están creciendo cada vez más en todo Brasil.